# Guglielmo di Lussemburgo (granduca 1981)
Guglielmo di Lussemburgo (Guillaume Jean Joseph Marie; Lussemburgo, 11 novembre 1981) è il granduca ereditario del Lussemburgo dal 2000.

## Biografia

### Infanzia
Figlio maggiore del granduca Enrico di Lussemburgo e di María Teresa Mestre, nasce l'11 novembre 1981 presso la Maternité Grande-Duchesse Charlotte nella capitale Lussemburgo. Ha tre fratelli minori, Félix (1984), Luigi (1986), Sébastien (1992) ed una sorella, Alexandra (1991).
Gli è stato dato il nome del principe Guillaume, suo zio paterno e padrino. Sua zia paterna, la principessa Maria Astrid, è sua madrina.

### Educazione
Ha frequentato il Lycée Robert-Schumann in Lussemburgo, l'Istituto Le Rosey in Svizzera e si è diplomato nel 2001 presso il collegio privato "Collège Alpin International Beau Soleil", sempre in Svizzera. Ha frequentato in seguito la Royal Military Academy Sandhurst a Camberley, nel Regno Unito.
Ha studiato presso l'Università di Durham e l'Università di Brunel a Londra. Ha studiato per un anno filosofia ed antropologia presso l'Institut Philanthropos a Friburgo, in Svizzera. Nel 2009 ha ricevuto la laurea in lettere e scienze politiche all'Institut Albert-le-Grand ad Angers, in collaborazione con l'Università di Angers.

### Fidanzamento, matrimonio e discendenza

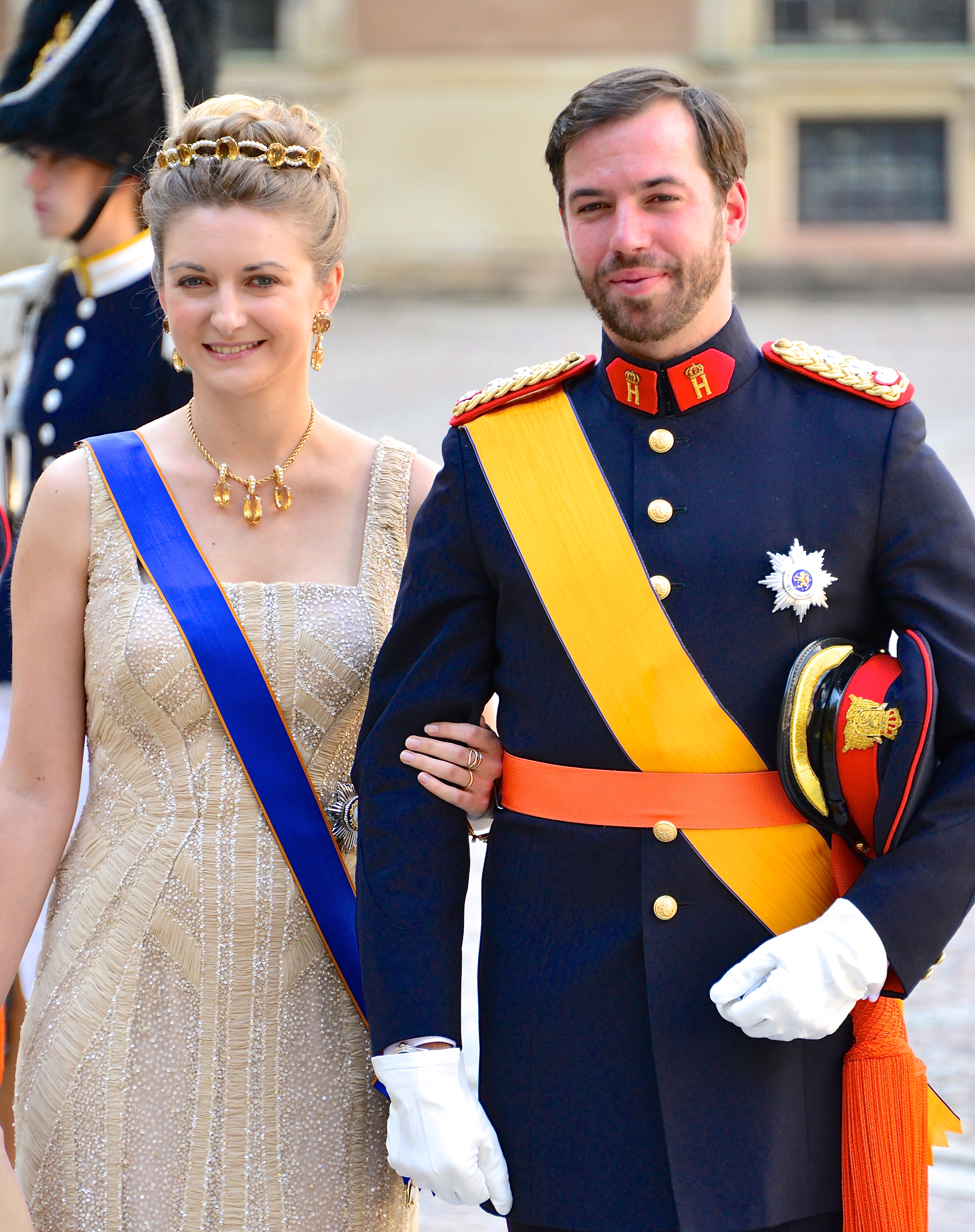
Stéphanie e Guglielmo nel 2013 al matrimonio di Maddalena di Svezia

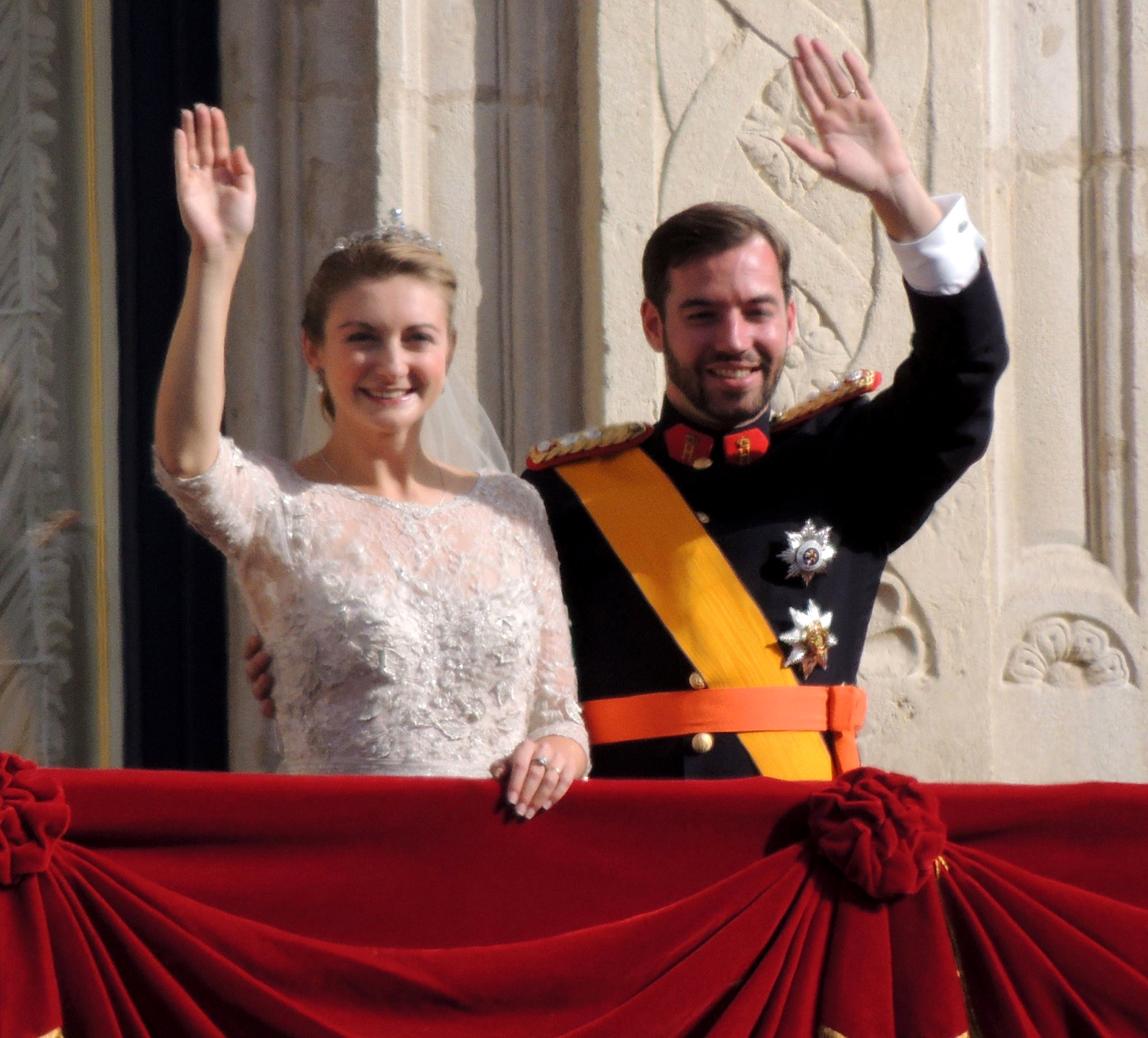
Il granduca ereditario Guglielmo e la contessa Stéphanie de Lannoy il giorno delle loro nozze il 20 ottobre 2012

Il Granduca ereditario e la contessa Stéphanie de Lannoy si sono frequentati per circa due anni prima del loro fidanzamento ufficiale, che è stato annunciato il 26 aprile 2012. Lontani cugini, condividono diverse discendenze dal feldmaresciallo austriaco Charles Marie Raymond, duca di Arenberg.
La contessa Stephanie ed il Granduca ereditario si sono sposati civilmente al castello di Colmar-Berg il 19 ottobre 2012. Le nozze religiose hanno avuto luogo il 20 ottobre 2012 nella cattedrale di Notre-Dame a Lussemburgo.
Il 6 dicembre 2019 è stato annunciato che la coppia ereditaria è in attesa della nascita del primo figlio, prevista per maggio 2020. Il 10 Maggio 2020 presso la Maternité Grande-Duchesse Charlotte nella capitale Lussemburgo alle ore 5:13, è nato il primogenito Charles Jean Philippe Joseph Maria Guillaume.
Il 30 settembre 2022 viene annunciata la seconda gravidanza. Il 27 Marzo 2023 presso la Maternité Grande-Duchesse Charlotte nella capitale Lussemburgo alle ore 10:04, è nato il secondogenito François Henrie Luis Marie Guillaume.

### Reggenza
L'8 ottobre 2024, come annunciato dal Granduca Enrico nel giorno del suo compleanno ufficiale di quell'anno, il principe Guglielmo fu nominato luogotenente rappresentante (reggente). In questa veste, assunse una serie di poteri costituzionali del padre, come il giuramento degli ambasciatori e la firma dei decreti granducali. Questo è tradizionalmente il primo passo del processo di abdicazione in Lussemburgo. Il 24 dicembre 2024, durante il suo messaggio di Natale, Henri annunciò che l'abdicazione avrebbe avuto luogo il 3 ottobre 2025. Alla sua ascesa al trono, Guglielmo regnerà come Guglielmo V.

## Titoli, trattamento e stemma

### Titoli e trattamento
- 11 novembre 1981 - 18 dicembre 2000: Sua Altezza Reale Guglielmo di Lussemburgo, principe di Nassau, principe di Borbone-Parma
- dal 18 dicembre 2000: Sua Altezza Reale il Granduca ereditario del Lussemburgo, principe di Nassau, principe di Borbone-Parma

## Onorificenze

Il monogramma personale della contessa Stéphanie e del granduca ereditario Guglielmo di Lussemburgo

## Ascendenza
|                                |                                     |                                       | Genitori                               |  |  | Nonni |  |  | Bisnonni                |  |  | Trisnonni          |  |
|                                |                                     |                                       |                                        |  |  |       |  |  | Felice di Borbone-Parma |  |  | Roberto I di Parma |  |
|                                |                                     |                                       |                                        |  |  |       |  |  | Felice di Borbone-Parma |  |  | Roberto I di Parma |  |
|                                |                                     | Maria Antonia di Braganza             |                                        |  |  |       |  |  | Felice di Borbone-Parma |  |  |                    |  |
| Giovanni di Lussemburgo        |                                     |                                       |                                        |  |  |       |  |  | Felice di Borbone-Parma |  |  |                    |  |
|                                |                                     | Carlotta di Lussemburgo               | Guglielmo IV di Lussemburgo            |  |  |       |  |  |                         |  |  |                    |  |
|                                |                                     | Carlotta di Lussemburgo               | Guglielmo IV di Lussemburgo            |  |  |       |  |  |                         |  |  |                    |  |
|                                |                                     | Carlotta di Lussemburgo               | Maria Anna di Braganza                 |  |  |       |  |  |                         |  |  |                    |  |
| Enrico di Lussemburgo          |                                     | Carlotta di Lussemburgo               |                                        |  |  |       |  |  |                         |  |  |                    |  |
|                                |                                     | Leopoldo III dei Belgi                | Alberto I del Belgio                   |  |  |       |  |  |                         |  |  |                    |  |
|                                |                                     | Leopoldo III dei Belgi                | Alberto I del Belgio                   |  |  |       |  |  |                         |  |  |                    |  |
|                                |                                     | Leopoldo III dei Belgi                | Elisabetta di Baviera                  |  |  |       |  |  |                         |  |  |                    |  |
| Giuseppina Carlotta del Belgio |                                     | Leopoldo III dei Belgi                |                                        |  |  |       |  |  |                         |  |  |                    |  |
|                                |                                     | Astrid di Svezia                      | Carlo di Svezia                        |  |  |       |  |  |                         |  |  |                    |  |
|                                |                                     | Astrid di Svezia                      | Carlo di Svezia                        |  |  |       |  |  |                         |  |  |                    |  |
|                                |                                     | Astrid di Svezia                      | Ingeborg di Danimarca                  |  |  |       |  |  |                         |  |  |                    |  |
| Guglielmo di Lussemburgo       |                                     | Astrid di Svezia                      |                                        |  |  |       |  |  |                         |  |  |                    |  |
|                                | José Antonio Mestre y Ramos-Almeyda | Francisco Mestre y Fernández-Criado   |                                        |  |  |       |  |  |                         |  |  |                    |  |
|                                | José Antonio Mestre y Ramos-Almeyda | Francisco Mestre y Fernández-Criado   |                                        |  |  |       |  |  |                         |  |  |                    |  |
|                                | José Antonio Mestre y Ramos-Almeyda | Matilde Ramos-Almeyda y Gómez         |                                        |  |  |       |  |  |                         |  |  |                    |  |
| José Antonio Mestre y Álvarez  | José Antonio Mestre y Ramos-Almeyda |                                       |                                        |  |  |       |  |  |                         |  |  |                    |  |
|                                |                                     | María Narcisa Álvarez y Tabío         | Lucas Álvarez y Cerice                 |  |  |       |  |  |                         |  |  |                    |  |
|                                |                                     | María Narcisa Álvarez y Tabío         | Lucas Álvarez y Cerice                 |  |  |       |  |  |                         |  |  |                    |  |
|                                |                                     | María Narcisa Álvarez y Tabío         | Narcisa Tabío y de la Lanza            |  |  |       |  |  |                         |  |  |                    |  |
| María Teresa Mestre y Batista  |                                     | María Narcisa Álvarez y Tabío         |                                        |  |  |       |  |  |                         |  |  |                    |  |
|                                |                                     | Agustín Batista y González de Mendoza | Melchor Batista y de Varona            |  |  |       |  |  |                         |  |  |                    |  |
|                                |                                     | Agustín Batista y González de Mendoza | Melchor Batista y de Varona            |  |  |       |  |  |                         |  |  |                    |  |
|                                |                                     | Agustín Batista y González de Mendoza | Julia González de Mendoza y de Pedroso |  |  |       |  |  |                         |  |  |                    |  |
| María Teresa Batista y Falla   |                                     | Agustín Batista y González de Mendoza |                                        |  |  |       |  |  |                         |  |  |                    |  |
|                                |                                     | María Teresa Falla y Bonet            | Laureano Falla y Gutiérrez             |  |  |       |  |  |                         |  |  |                    |  |
|                                |                                     | María Teresa Falla y Bonet            | Laureano Falla y Gutiérrez             |  |  |       |  |  |                         |  |  |                    |  |
|                                |                                     | María Teresa Falla y Bonet            | María Dolores Bonet y Mora             |  |  |       |  |  |                         |  |  |                    |  |
|                                |                                     | María Teresa Falla y Bonet            |                                        |  |  |       |  |  |                         |  |  |                    |  |

### Ascendenza patrilineare
1. Luigi XIV di Francia
2. Luigi, il Gran Delfino
3. Filippo V di Spagna
4. Filippo I di Parma
5. Ferdinando I di Parma
6. Ludovico di Borbone
7. Carlo II di Parma
8. Carlo III di Parma
9. Roberto I di Parma
10. Felice di Borbone-Parma
11. Giovanni di Lussemburgo
12. Enrico di Lussemburgo
13. Guglielmo di Lussemburgo